# Jožica Ameršek
Jožica Ameršek, slovenska slikarka parapleginja, * 13. marec 1947, Sevnica.
Amerškova se je že v osnovni šoli zanimala za umetnost. Slikarstvu pa se je z vso vdanostjo posvetila po obisku »likovne delavnice« v Semiču, kjer je pod mentorstvom akademskih slikarjev Benjamina Krežeta in Mladena Stropnika resno prijela za slikarsko orodje. Amerškova slika in riše v različnih tehnikah.